# Paul Dujardin (directeur)

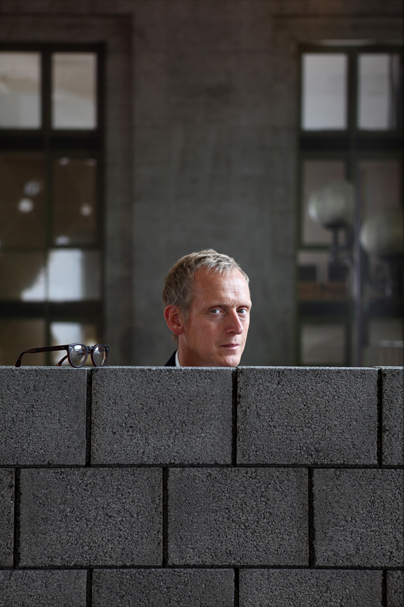
Paul Dujardin (2013)

Paul ridder Dujardin (30 juni 1963) is een Belgisch kunsthistoricus. Van 2002 tot 2021 was Dujardin directeur-generaal van kunstencentrum BOZAR in Brussel.

## Loopbaan
In 1986 werd Dujardin licentiaat in de kunstgeschiedenis en archeologie aan de Vrije Universiteit Brussel en in 1987 behaalde hij een diploma beleidswetenschappen aan de VLEKHO. Hij studeerde ook aan de  Universiteit van Oviedo, het Goethe-Institut en de Freie Universität Berlin.
In 1987 werd hij assistent van de secretaris-generaal van de Internationale Federatie voor Jeugd en Muziek. Met Bernard Foccroulle en Claude Micheroux organiseerde hij een reeks seminaries in samenwerking met Les Jeunesses Musicales de la Communauté française. In 1988 richtte hij het festival voor hedendaagse muziek Ars Musica op, waarvan hij de coördinator bleef tot in 1993.
In 1992 werd hij directeur-generaal van de Filharmonische Vereniging van Brussel en nam de artistieke leiding en de programmering op zich van het Nationaal Orkest van België. Van 1996 tot 2002 vertegenwoordigde hij de Filharmonische Vereniging van Brussel in de European Concert Hall Organisation (ECHO), een internationale federatie die de meest belangrijke Europese kunstencentra verenigt.
In januari 2002 werd Dujardin afgevaardigd bestuurder en artistiek directeur van het Paleis voor Schone Kunsten van Brussel. Zijn alma mater beschreef Dujardin als "iemand die deze federale instelling uit de spinnenwebben heeft gehaald en omgetoverd tot een  prestigieus cultuurhuis zonder drempels". Na tien jaar aan het roer achtte hij de vernieuwing "nog maar net begonnen" In 2014 begon Dujardin, na een wetswijziging waardoor het aantal aansluitende mandaten niet langer beperkt was tot twee, aan zijn derde termijn.
Een wetswijziging, waardoor het aantal aansluitende mandaten niet langer beperkt was tot twee, maakte het mogelijk dat hij 3 mandaten kon volmaken en het Paleis voor Schone kunsten kon transformeren tot een cultuurhuis met Europese uitstraling. In december 2019 werd bekendgemaakt dat Dujardin ook in 2020 directeur-generaal van BOZAR bleef omdat de federale regering lopende zaken was. De raad van bestuur in februari 2021 een einde maakte aan zijn directeurschap omdat de voogdijminister de aanstellingsprocedure vernietigde. Hij laat een uitzonderlijke erfenis na waarop zijn opvolger kan verder bouwen . Zijn alma mater beschreef Dujardin als "iemand die deze federale instelling uit de spinnenwebben heeft gehaald en omgetoverd tot een  prestigieus cultuurhuis zonder drempels". Na tien jaar aan het roer achtte hij de vernieuwing "nog maar net begonnen". Zijn opeenvolgende mandaten als directeur-generaal van BOZAR:
2002-2008: Culturele renaissance van het Paleis.
Het eerste mandaat stond in het teken van de redding en relance van het Paleis voor Schone Kunsten. De voornaamste realisaties waren het samenbrengen van gebouw en culturele activiteiten en de omvorming van de parastatale in een naamloze vennootschap van publiek recht met sociale doeleinden. De institutionele hervorming vertaalde zich ook in de nieuwe naam BOZAR.
2008-2014: Transformatie van een multidisciplinair naar een interdisciplinair kunstenhuis.
Tijdens zijn tweede mandaat evolueert BOZAR van een garage waar de kunsten een parkeerplaats vonden naar een multidisciplinair, interdisciplinair en intercultureel huis. Er werd ook een masterplan opgesteld voor het gebouw. Sinds 2002 werd er meer dan honderd miljoen geïnvesteerd in een grondige renovatie van het Paleis voor Schone Kunsten om zo het oeuvre van Horta te herwaarderen met meer ruimte voor kunst. Na tien jaar aan het roer achtte hij de vernieuwing "nog maar net begonnen"
2014-2020: BOZAR a European house for culture.
Dujardin kende aanvaringen met het personeel en de vakbonden, wat in mei 2018 tot een eerste motie van wantrouwen leidde tegen Dujardin en operationeel directeur Albert Wastiaux. In mei 2019 diende het Bozar-personeel een tweede motie van wantrouwen tegen de directie in. Aan de basis van beide moties van wantrouwen lagen de hoge werkdruk en andere werkomstandigheden. In december 2019 werd bekendgemaakt dat Dujardin ook in 2020 directeur-generaal van BOZAR bleef omdat de federale regering in lopende zaken was. Dujardin bleef na het einde van zijn mandaat in 2020 nog aan bij gebrek aan opvolger, tot de raad van bestuur in februari 2021 toch een einde maakte aan zijn directeurschap.
Dujardin promoot actief de Europese waarden, het cultureel erfgoed en het Europese project. Hij heeft verschillende nationale en internationale onderscheidingen ontvangen voor zijn bijdrage aan de promotie van de Europese cultuur. Hij was voorzitter van de directiecommissie van het "New Narrative for Europe" -project. een initiatief van het Europees Parlement dat in samenwerking met de Europese Commissie werd uitgevoerd om de fundamentele waarden met betrekking tot wetenschap en cultuur te versterken en te promoten. Hij pleit er ook voor om cultuur een belangrijkere rol te geven in de buitenlandse zaken van de EU als een instrument van ‘soft power '. BOZAR geeft landen een platform om zich op cultureel vlak te tonen in de hoofdstad van de EU. De tentoonstelling Beyond Klimt, naar aanleiding van het Oostenrijks voorzitterschap van de EU is daarvan een succesvol voorbeeld. Daarnaast stimuleert hij  op co-creatie tussen wetenschap, innovatie en kunst. Het bezoekersaantal van BOZAR groeit van 300.000 in 2002 naar meer dan 1,2 miljoen bezoekers in 2019. Het uitgebreid aanbod zorgt voor een uitdaging op operationeel en organisationeel vlak. Meer evenementen, meer bezoekers, meer sponsors en meer partners gaan tegelijkertijd gepaard met een structurele onderfinanciering door de overheid. Dit zorgde voor sociale onvrede bij een deel van het personeel en de vakbonden, wat in mei 2018 tot een eerste motie van wantrouwen leidde tegen Dujardin en operationeel directeur Albert Wastiaux. In mei 2019 diende het Bozar-personeel een tweede motie van wantrouwen tegen de directie in. Aan de basis van beide moties van wantrouwen lagen de hoge werkdruk en andere werkomstandigheden. De vakbonden gebruikten de opeenvolgende moties van wantrouwen als drukkingsmiddel om de benoemingsprocedure voor een vierde mandaat te beïnvloeden.

## Andere activiteiten
Dujardin was of is medeoprichter of bestuurder van onder meer volgende artistieke organisaties:
- Ictus
- Muziekkapel Koningin Elisabeth

Hij was of is beheerder of raadgever van:
- Grumiaux Stichting
- CINEMATEK
- Brussels Summer Festival
- Belgian Wagner Association
- Belgisch Stripcentrum
- Europese Stichting Yehudi Menuhin
- Bureau van de Jonge Belgische Schilderkunst
- Internationale Muziekwedstrijd Koningin Elisabeth van België

## Onderscheidingen
- 2020: Oostenrijks Erekruis voor Wetenschap en Kunst Eerste Klasse
- 2014: Eredoctoraat ULB
- 2011: officier in de Leopoldsorde
- 2010: diploma van erkentelijkheid voor verdiensten bij de organisatie van het Chopinjaar in België, uitgereikt door de ambassadeur van Polen in België
- 2010: Verdienstorden der Bundesrepublik Deutschland
- 2009: Order of Cultural Merit van Hwagwan, Zuid-Korea
- 2009: verlening van erfelijke Belgische adel, met persoonlijke titel van ridder
- 2006: Croix du mérite en vermeil, Groothertogdom Luxemburg

- Bibliothèque nationale de France: cb16988767b (data)
- International Standard Name Identifier: 0000 0004 5001 6879
- Library of Congress Control Number: no2006115730
- MusicBrainz: f96b21aa-9106-4316-a287-cb2bba24b55f
- Nationale Bibliotheek van Israël: 987009046266405171
- Nederlandse Thesaurus van Auteursnamen: 401651479
- Système universitaire de documentation: 190056312
- Virtual International Authority File: 316390785
- WorldCat: E39PBJrm9mdx937K4MDrpjWkXd